# Кіберармія Ємену
Кібер армія Ємену (Yemen Cyber Army, الجيش اليمني الالكتروني) Шиїтська, хакерська група, відповідальна за атаки на саудівський сайт Al-Hayat розташований в Лондоні в квітні 2015 та викрадення даних з Міністерства закордонних справ Саудівської Аравії в травні, які згодом були опубліковані на WikiLeaks.
Зв'язана з Громадянською війною в Ємені, група була створена та перебувала в Ємені, але існують спекуляції від експертів з питань безпеки, які стверджують що вони насправді перебували в Ірані IP адреса та інформація були на перській мові. Експерти вважають, що організація є маніфестом на Посередницьку війну між Іраном та Саудівською Аравією. Тим часом, в Аравії перебуває Anonymous інша хакерська група сприяюча триваючому протесту проти Саудівського режиму.